# کوسه گاوی
کوسه گاوی (نام علمی: Hexanchidae) نام یک تیره از راسته شش‌آبششی‌سانان است.